# Crni Lug (Bosansko Grahovo)
Pour les articles homonymes, voir Crni Lug.
Crni Lug (en serbe cyrillique : Црни Луг) est un village de Bosnie-Herzégovine. Il est situé dans la municipalité de Bosansko Grahovo, dans le canton 10 et dans la fédération de Bosnie-et-Herzégovine. Selon les premiers résultats du recensement bosnien de 2013, il compte 111 habitants.

## Démographie

### Évolution historique de la population
| 1948 | 1953 | 1961 | 1971 | 1981 | 1991 | 2013 |
| ---- | ---- | ---- | ---- | ---- | ---- | ---- |
| -    | -    | 515  | 414  | 396  | 450  | 111  |

|  |

### Communauté locale
En 1991, la communauté locale de Crni Lug comptait 2 501 habitants, répartis de la manière suivante :